# Daniel O'Rourke (personnalité politique)
Pour les articles homonymes, voir O'Rourke.
Daniel O'Rourke (décédé le 4 août 1968) est un homme politique et sportif irlandais.
Il est né dans le townland de Tents, près de Manorhamilton, dans le comté de Leitrim, mais a rapidement déménagé dans le comté de Roscommon, se basant à Castlerea, où il travaille comme enseignant. Il est footballeur de la GAA et plus tard président, membre du Conseil du comté de Roscommon pendant 40 ans et Teachta Dála (député) pour des périodes entre 1921 et 1951.
Il est élu sans opposition en tant que député du Sinn Féin au 2e Dáil lors des élections de 1921 pour la circonscription de Mayo South–Roscommon South. Il a dit plus tard que son élection avait été une surprise pour lui, car il ne savait pas qu'il avait été nommé et ne voulait pas l'être. Bien qu'il se soit opposé au traité anglo-irlandais, il vote en sa faveur, car il pense que l'alternative d'une nouvelle guerre est pire. Il est réélu sans opposition en tant que député du Sinn Féin pro-traité lors des élections générales de 1922. Il démissionne de son siège le 29 novembre 1922. Il se présente comme candidat du Fianna Fáil aux élections générales de septembre 1927 mais n'est pas élu.
Il est député pour le Fianna Fáil aux élections générales de 1932 pour la circonscription de Roscommon, mais perd son siège aux élections générales de 1933. Il est réélu aux élections générales de 1937 et 1938 mais de nouveau perd son siège aux élections générales de 1943. Il est réélu aux élections générales de 1944 et 1948 mais de nouveau perd son siège aux élections générales de 1951. Lors de l'élection du Seanad en 1951, il est élu membre du panel du travail. Il se présente sans succès aux élections générales de 1954 et 1957.
Il a joué au football inter-comté pour Roscommon, a fondé le club Tarmon GAA et a été président de la GAA de 1946 à 1949.